# Hystriomyia rubra
Hystriomyia rubra är en tvåvingeart som beskrevs av Chao 1974. Hystriomyia rubra ingår i släktet Hystriomyia och familjen parasitflugor. Inga underarter finns listade i Catalogue of Life.